# FC Edmonton
O FC Edmonton é um clube de futebol da cidade de Edmonton, província de Alberta,  do Canadá. Atualmente disputa a recém-criada Canadian Premier League, mas competiu profissionalmente de 2011 até 2017 na North American Soccer League.

## História

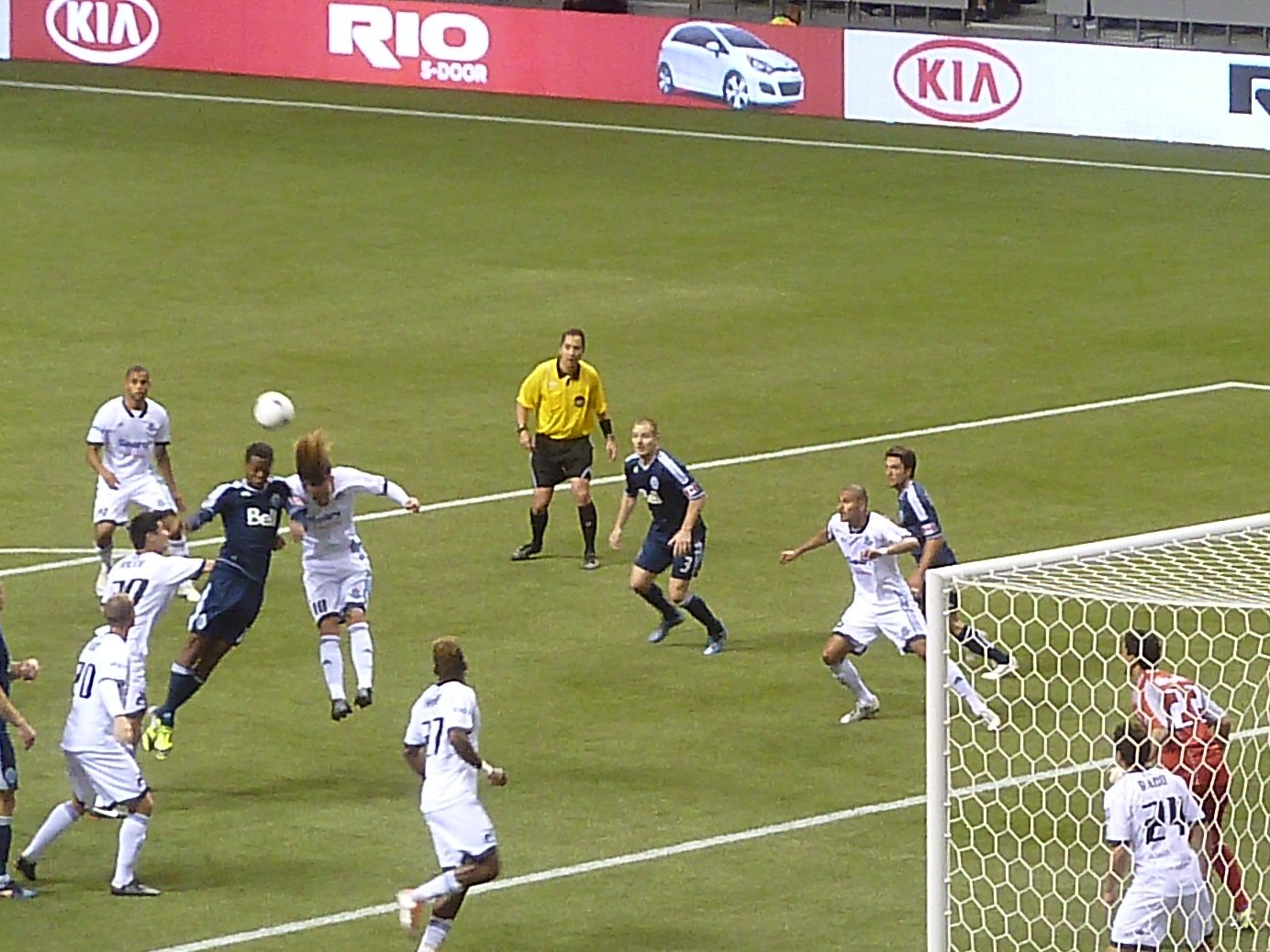
FC Edmonton joga contra o Vancouver Whitecaps durante a Campeonato Canadense de Futebol de 2012.

Fundado em 2010, o time fez sua estreia nos campeonatos profissionais de 2011. Participou da North American Soccer League e do Campeonato Canadense. Em 24 de novembro de 2017 foi anunciado que a equipe encerrou todas as suas atividades devido ao fechamento da North American Soccer League e problemas financeiros.
Em 2018 o time foi revivido devido a criação da recém-formada Canadian Premier League, a cidade de Edmonton foi escolhida pela CPL para ceder o time.  Com o time anunciando a sua recriação, agora com novo escudo e marca. O time já tem uma rivalidade com o Cavalry FC da cidade de Calgary, tradicional rival de Edmonton em competições esportivas. 

## Estádio

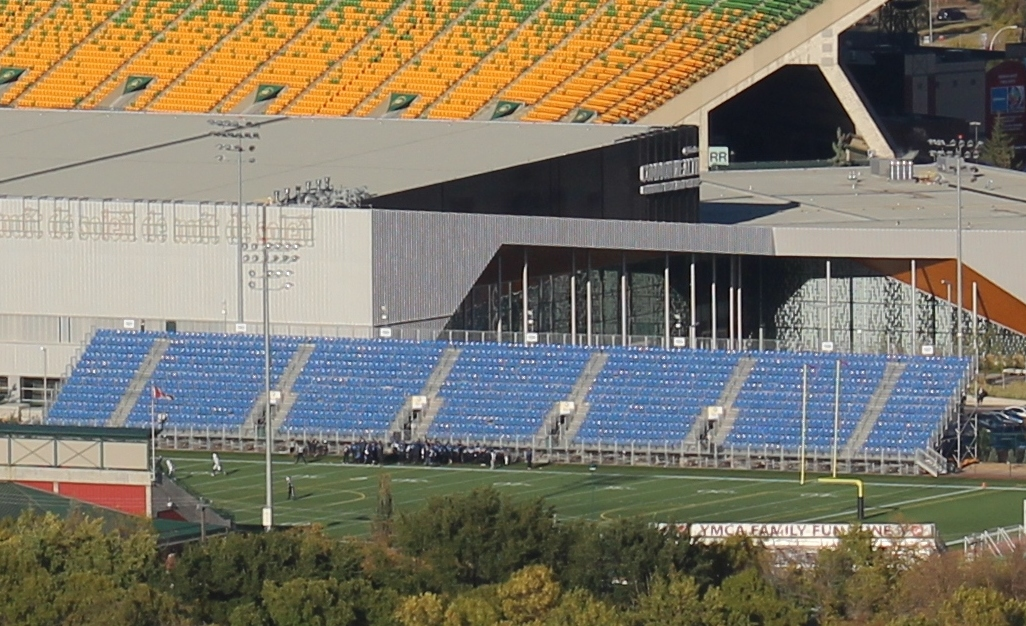
Estádio Clarke, ao fundo o Estádio Commonwealth onde joga o Edmonton Eskimos.

O FC Edmonton joga no Clarke Stadium, com capacidade de 5100 espectadores, ajudando a expandir de 1200 assentos depois do FC Edmonton ter juntado a CPL, o estádio também foi lar de outros times de Futebol que jogaram em Edmonton como o Edmonton Drillers que jogou na NASL e o Edmonton Aviators, além de times de junior football Edmonton Huskies e Edmonton Wildcats. 
O estádio se localiza ao lado do Estádio Commonwealth onde joga o Edmonton Eskimos, time de Futebol americano da CFL. O FC Edmonton chegou a usar o Estádio Commonwealth durante os jogos Campeonato Canadense de Futebol em 2011 até 2013.

## Cultura do clube

### Apoiadores
O primeiro grupo de torcedores foi o FC Edmonton Supporters Group, fundado em 2011 logo após o anúncio que o clube competiria na NASL, em 2018 após a recriação do FC Edmonton e sua entrada na CPL, foi fundado a River Valley Vanguard. 

### Rivalidades
Durante seu tempo na North American Soccer League, o principal rival do FC Edmonton era o Ottawa Fury, o outro único time canadense que jogava na NASL, a rivalidade era chamada de "Battle for Canada".
Em 2018 o time de desenvolvimento do FC Edmonton jogou uma partida contra o Calgary Foothills FC da cidade de Calgary. As duas cidades já possuem uma rivalidade de longa data em eventos esportivos, chamada de "Battle for Alberta", existindo no Hóquei no gelo (Edmonton Oilers vs Calgary Flames), Futebol canadense (Edmonton Eskimos vs Calgary Stampeders) além de outros esportes. No futebol o confronto entre as duas cidades foi apelidado de "Al Classico", em referência ao El Clásico entre Real Madrid e Barcelona. Com a entrada do Cavalry FC na CPL, a rivalidade é esperada continuar. 

## Campanhas de destaque
- Campeonato Canadense: 4º lugar - 2011, 2012, 2013, 2014, 2015
- Canadian Premier League: 4º lugar - 2019

## Uniformes

### 1.º Uniforme
| 2019 | 2020 |

### 2.º Uniforme
| 2019 | 2020 |

## Elenco atual
Atualizado em 15 de abril de 2022.

### Jogadores emprestados
Atualizado em 22 de abril de 2022.

#### Para o Edmonton
| N.º | Posição       | Nome                | Equipe        |
| --- | ------------- | ------------------- | ------------- |
| 1   | Goleiro       | Andreas Vaikla      | Toronto FC II |
| 4   | Defensor      | Luke Singh          | Toronto FC    |
| 7   | Meio-campista | Shamit Shome        | Forge         |
| 9   | Atacante      | Julian Ulbricht     | York United   |
| 11  | Meio-campista | Azriel Gonzalez     | York United   |
| 12  | Defensor      | Ousman Maheshe      | HFX Wanderers |
| 14  | Defensor      | Cale Loughrey       | Forge         |
| 17  | Meio-campista | C. J. Smith         | HFX Wanderers |
| 19  | Atacante      | Tobias Warschewski  | York United   |
| 21  | Meio-campista | Simon Triantafillou | Forge         |
| 22  | Defensor      | Wesley Timoteo      | HFX Wanderers |
| 36  | Defensor      | Felix N'sa          | York United   |

## Administração atual
Atualizado em 14 de março de 2022
| Comissão Técnica      | Comissão Técnica |
| --------------------- | ---------------- |
| Técnico               | Alan Koch        |
| Assistente técnico    | Brendan Shaw     |
| Treinador de goleiros | Lars Hirschfeld  |
| Direção               |                  |
| Proprietário          | The Fath Group   |
| Presidente            | Jeff Harrop      |